# Xestocephalus japonicus
Xestocephalus japonicus är en insektsart som beskrevs av Hajime Ishihara 1961. Xestocephalus japonicus ingår i släktet Xestocephalus och familjen dvärgstritar. Inga underarter finns listade i Catalogue of Life.